# Vallelaghi
Vallelaghi ist eine italienische Gemeinde mit 5256 Einwohnern (Stand 31. Dezember 2023) in der italienischen Provinz Trient (Region Trentino-Südtirol). Sie ist Teil der Talgemeinschaft Comunità della Valle dei Laghi.

## Geographie
Der Hauptort Vezzano liegt etwa 12 Kilometer westlich von Trient auf einer Talstufe im Valle dei Laghi.

## Geschichte
Die heutige Gemeinde Vallelaghi entstand 2016 aus dem Zusammenschluss der bis dahin selbstständigen Gemeinden Vezzano, Padergnone und Terlago.

## Verwaltungsgliederung
Neben Vezzano (Gemeindesitz) gehören zur Gemeinde noch die Fraktionen: Ciago, Covelo, Fraveggio, Lon, Margone, Monte Terlago, Padergnone, Ranzo, Santa Massenza und Terlago.